# Saint-Antoine (Nuovo Brunswick)
Saint-Antoine è un villaggio del Canada, situato nella provincia del Nuovo Brunswick.